# Vol Avis-Amur 9209
Le vol Avis-Amur 9209 est une catastrophe aérienne survenue le mardi 9 août 2011. Un avion-cargo, de type Antonov An-12, de la compagnie aérienne Avis-Amur effectue un vol charter intérieur (LN-9209) sur la route Komsomolsk-sur-l'Amour—Magadan—Keperveem. Mais 40 minutes après le départ de Magadan, une fuite de carburant se produit dans l'un des moteurs, entraînant un incendie qui se propage ensuite à l'aile. L'équipage décide de retourner vers l'aéroport de Magadan, mais il perd le contrôle de l'avion et s'écrase sur le flanc d'une montagne, près d'Omsouktchan (raïon d'Omsouktchan, oblast de Magadan). Les 11 personnes à bord, 9 membres d'équipage et 2 passagers, périssent dans le crash.
Après la chute de l'avion, une opération de recherche et de sauvetage est lancée avec la participation de groupes de recherche terrestres et de transports aériens. Les débris de l'avion sont retrouvés le lendemain de la catastrophe, le 10 août. L'enquête sur les causes de la catastrophe est menée par le Comité interétatique de l'aviation (IAC), et le rapport final de l'enquête est publié en 2012.

## Avion

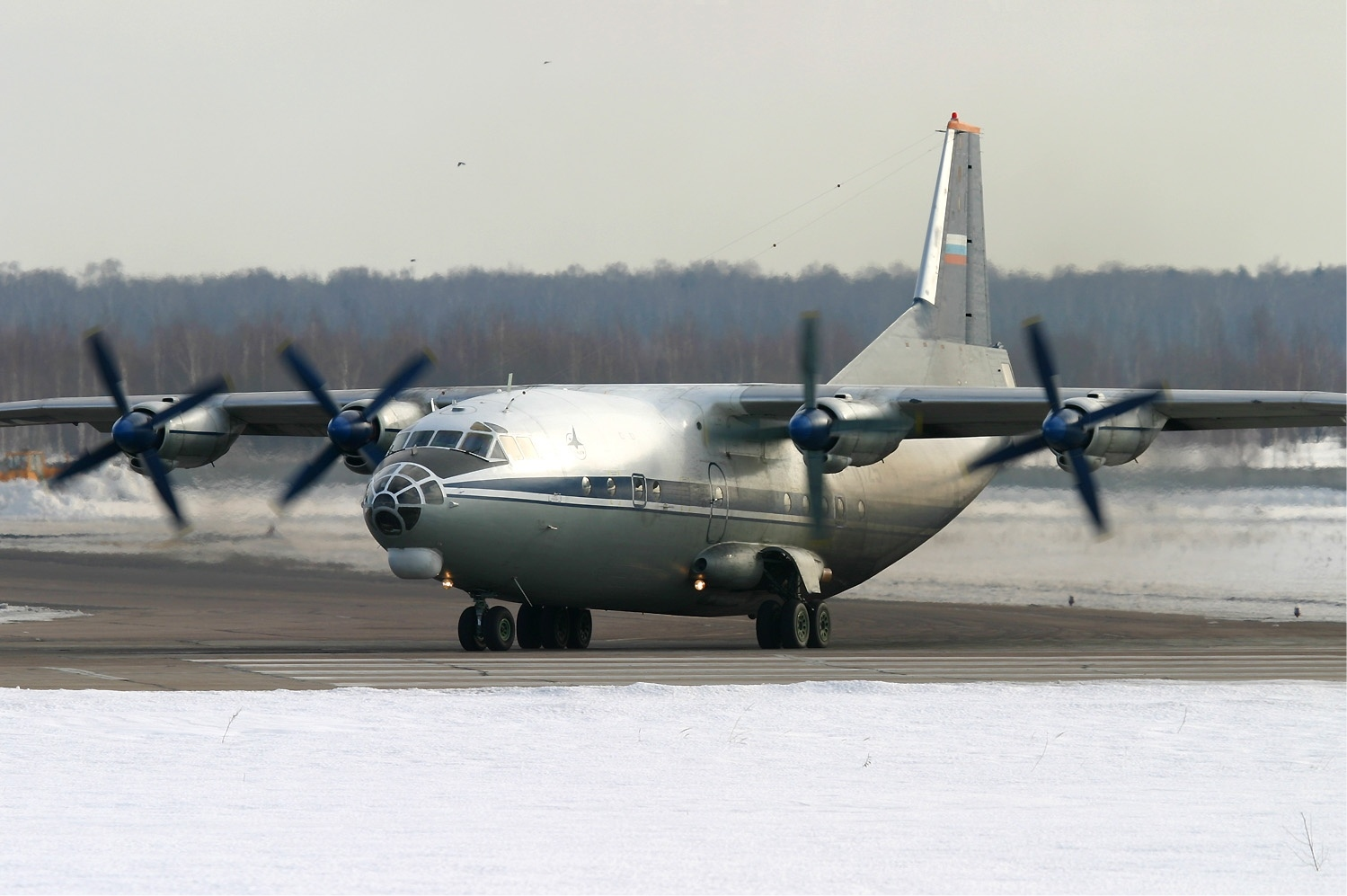
L'avion accidenté, photographié 6 ans et 4 mois avant la catastrophe (lors de son exploitation par l'Usine de production aéronautique de Komsomolsk-sur-l'Amour Yuri Gagarin)

L'An-12AP (numéro d'immatriculation RA-11125, numéro de série 3341006, série 10-06) est fabriqué le 28 février 1963 par l'Usine de production aéronautique de Tachkent nommée d'après V.P. Chkalov (TAPOICH). Il appartient à l'Usine de production aéronautique de Komsomolsk-sur-l'Amour Yuri Gagarin, mais il est loué à la compagnie aérienne Avis-Amur. Il est équipé de quatre moteurs à turbopropulseurs AI-20M produits par l'Usine de moteurs de Perm (moteur n°1 série 6, les trois autres — série 6A), ainsi que d'un groupe auxiliaire de puissance TG-16M (deuxième série). Il possède un certificat d'enregistrement d'État délivré par le Département de surveillance de la sécurité des vols des avions civils du ministère des Transports de la fédération de Russie, ainsi qu'un certificat de navigabilité délivré par la Direction territoriale interrégionale de l'aviation civile de l'Extrême-Orient. À la date de la catastrophe, il a effectué 9172 cycles décollage-atterrissage et accumulé 18 709 heures de vol.
Il commence son exploitation par les VVS de l'URSS en février 1963. Le 28 mai 1988, il est transféré à l'usine de production aéronautique de Komsomolsk-sur-l'Amour, qui le loue aux compagnies aériennes Atlant-Soyuz Airlines (du 11 septembre 1996 au 1er septembre 1997 et du 27 novembre 1997 au 18 février 2000), Volga-Dnepr (du 9 octobre 2000 au 7 juin 2002), Aérofreight (du 7 juin au 25 septembre 2002) et Moskovia Airlines (du 29 octobre 2002 au 9 octobre 2003 et du 8 décembre 2003 au 2 novembre 2006). En février 2011, il est pris en leasing par la compagnie aérienne Avis-Amur.
Deux incidents aéronautiques se sont produits avec cet avion :
- Le 20 juin 2007, deux avions de l'usine de production aéronautique de Komsomolsk-sur-l'Amour sont inspectés par la Rostransnadzor à l'aéroport de Magadan. Il s'avère que la masse maximale au décollage du premier An-12 (l'avion accidenté RA-11125) est dépassée de près de 5,5 tonnes, et celle du second (avion RA-11371) de près de 8 tonnes. Une procédure administrative est engagée contre les équipages pour Violation des règles de sécurité d'exploitation des aéronefs, et le certificat du propriétaire est suspendu, interdisant les vols de ses avions[3].
- Le 30 avril 2011, à l'aéroport de Kupol, un camion Oural-375D heurte le côté gauche de l'avion, qui avait précédemment effectué un vol depuis Magadan, endommageant la trappe de chargement. L'avion nécessite des réparations[3].

Il est exploité pendant 48 ans et 5 mois, étant l'un des plus anciens avions An-12 en exploitation et le plus ancien en Russie.

## Équipage et passagers
À bord du vol LN-9209 se trouvent 2 passagers et 9 membres d'équipage. Les passagers sont dans la cabine d'accompagnement.
L'avion est piloté par un équipage expérimenté, dont la composition est la suivante :
- Commandant de bord (KVS) — Alexandre Petrovitch Filatov, 54 ans[9]. Pilote de 1ère classe, diplômé de l'École de pilotage civile de Buguruslan (en 1976) et de l'Institut polytechnique de Komsomolsk-sur-l'Amour (en 1986). Il pilote les avions An-2 et An-8. Il totalise 15 297 heures de vol, dont 6263 sur An-12 (6158 en tant que commandant de bord)[10].
- Copilote — Roman Alexandrovitch Shadrin, 33 ans[9]. Pilote de 2ème classe, diplômé de l'Institut supérieur d'aviation civile d'Oulianovsk (en 2001). Il pilote l'avion Yak-18. Il totalise 3939 heures de vol, dont 3838 sur An-12[10].
- Navigateur — Viatcheslav Alexandrovitch Firsov, 49 ans[9]. Navigateur de 1ère classe, diplômé de l'École supérieure de pilotage civile de Kirovograd (en 1984). Il pilote l'hélicoptère Mi-6 et l'avion An-8. Il totalise plus de 14 700 heures de vol, dont 9613 sur An-12[10].
- Mécanicien navigant — Igor Leonidovitch Alexandrov, 57 ans[9]. Mécanicien navigant de 1ère classe, diplômé de l'École technique aéronautique de Slaviansk (en 1973) et de l'Institut d'aviation civile de Kiev (en 1985). Il pilote les avions Yak-40, An-24 et Tu-134. Il totalise 15 120 heures de vol, dont 4813 sur An-12[10].
- Opérateur radio de bord — Alexandre Ignatievitch Lioubimov, 44 ans[9]. Opérateur radio de bord de 2ème classe, diplômé de l'École technique aéronautique d'Omsk (en 1986). Il totalise 4764 heures de vol, toutes sur An-12[10].
- Opérateur de bord — Nikolaï Konstantinovitch Krasikov, 55 ans[9]. Opérateur de bord de 2ème classe, diplômé de l'École technique aéronautique d'Irkoutsk (en 1976). Il pilote l'avion An-8. Il totalise 10 348 heures de vol, dont 6746 sur An-12[10].
- Inspecteur (accompagnant le fret) — Viktor Vladimirovitch Nemytykov, 54 ans[11]. Commandant de bord instructeur et pilote de 1ère classe, diplômé de l'école de pilotage civile de Buguruslan (en 1976) et de l'Université technique d'État de Khabarovsk (en 2001). Il pilote les avions An-2 et An-8. Il totalise 16 456 heures de vol, dont 10 952 sur An-12 (10 083 en tant que commandant de bord et 8272 en tant que commandant de bord instructeur). Le 14 juin 2007, il est impliqué dans un incident aérien à l'aéroport de Sokol, causé par une violation des règles de chargement de l'avion[10].
- Mécaniciens aéronautiques — Evgueni Mikhaïlovitch Gourov et Sergueï Konstantinovitch Poznanski[9].

## Chronologie des événements

### Départ de Komsomolsk-sur-l'Amour, atterrissage à Magadan
Le mardi 9 août 2011 l'An-12AP RA-11125 effectue le vol charter intérieur LN-9209 pour transporter des marchandises de Komsomolsk-sur-l'Amour à Keperveem avec une escale à Magadan pour faire le plein. Les marchandises commerciales transportées sont chargées à Komsomolsk-sur-l'Amour et comprennent des biens de consommation, des produits alimentaires, des pièces détachées pour automobiles, des médicaments, etc.; aucun objet ou substance interdite au transport aérien ou marchandise dangereuse n'est présent à bord. Dans la cabine d'accompagnement, se trouvent 2 passagers avec des billets d'avion — Alexeï Vorobiov et Alevtina Mingaleeva (tous deux résidents de Bilibino).
L'équipage effectue toutes les procédures obligatoires avant le départ et à 08:54, le vol 9209 décolle de Komsomolsk-sur-l'Amour. À 11:43, l'avion atterrit à Magadan, où 580 kilogrammes sont déchargés et 500 kilogrammes de marchandises commerciales sont chargés (le chargement final s'élève à 17 430 kilogrammes). À 14:37, le vol LN-9209 décolle de Magadan.

### Départ de Magadan, incendie du moteur, catastrophe

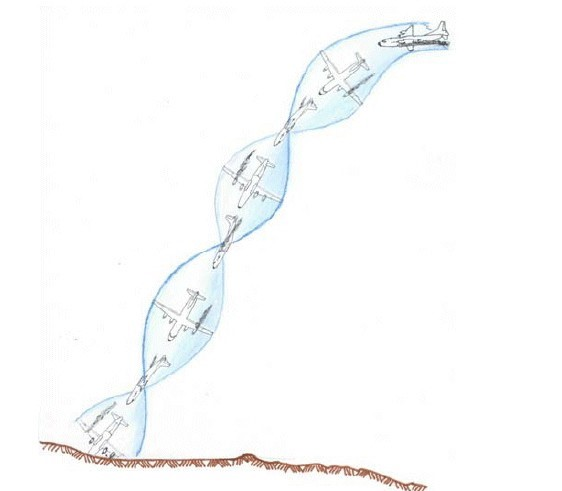
Schéma représentant la chute du vol 9209

À 15:17:01, les pilotes informent le contrôleur aérien qu'ils atteignent le niveau de vol FL245 (7450 mètres). Au cours des 4 minutes suivantes, l'alerte de givrage atmosphérique se déclenche trois fois dans la cabine de l'équipage. L'équipage demande ensuite à monter au niveau FL265 (8100 mètres), probablement pour éviter une zone de givrage potentiel, mais une minute plus tard, l'équipage informe le contrôleur de sa décision de rester au niveau FL245; à ce moment-là, les pilotes (vraisemblablement) remarquent des anomalies dans le système de carburant de l'avion — une fuite de carburant d'aviation est détectée dans le moteur n°1, mais le navigateur signale par erreur le moteur n°4 au contrôleur aérien à 15:23:25. La cause de la fuite de carburant ne peut pas être une influence externe sur l'avion, car dans l'espace aérien où le vol se déroule, aucun lancement de ballons, de fusées, de tirs ou de travaux d'explosion n'a lieu, et la hauteur de vol de 7500 mètres est hors de portée des armes légères. Les enquêteurs du IAC estiment par la suite que l'endroit le plus probable de la fuite de carburant se situe sous le capot du moteur n°1 — dans la section de la conduite de carburant allant de la pompe à basse pression à l'unité de commande de carburant. À 15:22:37, l'équipage éteint le moteur n°1 avec le bouton KFL en mettant les pales en position de drapeau.
Les pilotes décident de retourner à l'aéroport de Magadan et demandent une descente au niveau FL215 (6550 mètres), que le navigateur communique au contrôleur; selon le manuel de vol de l'An-12, la hauteur de plafond pratique avec un moteur en panne, avec les moteurs en régime nominal et un poids au décollage de 59 600 kilogrammes, est de 6700 mètres. À 15:23:08, l'alerte INCENDIE AILE, MOTEUR N°1—4 retentit dans la cabine de l'équipage. Il n'est pas possible de déterminer avec certitude dans quel moteur ou dans quelle partie de l'aile l'incendie s'est déclaré. L'équipage ne signale pas l'incendie au contrôleur aérien. L'alerte est enregistrée par le enregistreur de vol avec trois interruptions de 15 à 30 secondes, ce qui peut indiquer que les pilotes essaient de déclencher le système de lutte contre l'incendie.
À 15:23:45, l'équipage commence à effectuer un virage à gauche vers l'aéroport de Magadan avec une inclinaison d'environ 15° et une descente simultanée à faible taux de descente d'environ 3 m/s. À 15:26:35, à une altitude de 6500 mètres et une vitesse de 400 km/h, les pilotes sortent l'avion de l'inclinaison gauche pour revenir sur le cours vers Magadan et poursuivent la descente. À 15:27:12, après avoir effectué toutes les actions de lutte contre l'incendie et ne l'ayant pas éteint, l'équipage informe le contrôleur de l'incendie du moteur (soit 4 minutes et 2 secondes après la première alerte d'incendie) et de la descente d'urgence. Il est très probable qu'à ce moment-là, l'incendie du moteur n°1 s'est propagé à l'aile gauche et que la température globale à cet endroit a atteint la température de fusion de l'aluminium (environ 660°C). L'incendie n'est pas éteint par le système de lutte contre l'incendie de l'avion en raison (probablement) d'une fuite continue de carburant dans la zone de l'incendie. Le carburant d'aviation peut provenir du système de carburant par la vanne d'arrêt non fermée (d'incendie) du moteur n°1 ou (plus probablement) des éléments endommagés par l'incendie dans l'aile gauche. L'équipage commence une descente d'urgence pour sortir des nuages, choisir et effectuer un atterrissage d'urgence sur un terrain sélectionné. Selon le rapport du navigateur, l'avion commence la descente à une altitude de 3000 mètres; cette altitude de vol est sûre pour cette section de route en terrain montagneux.

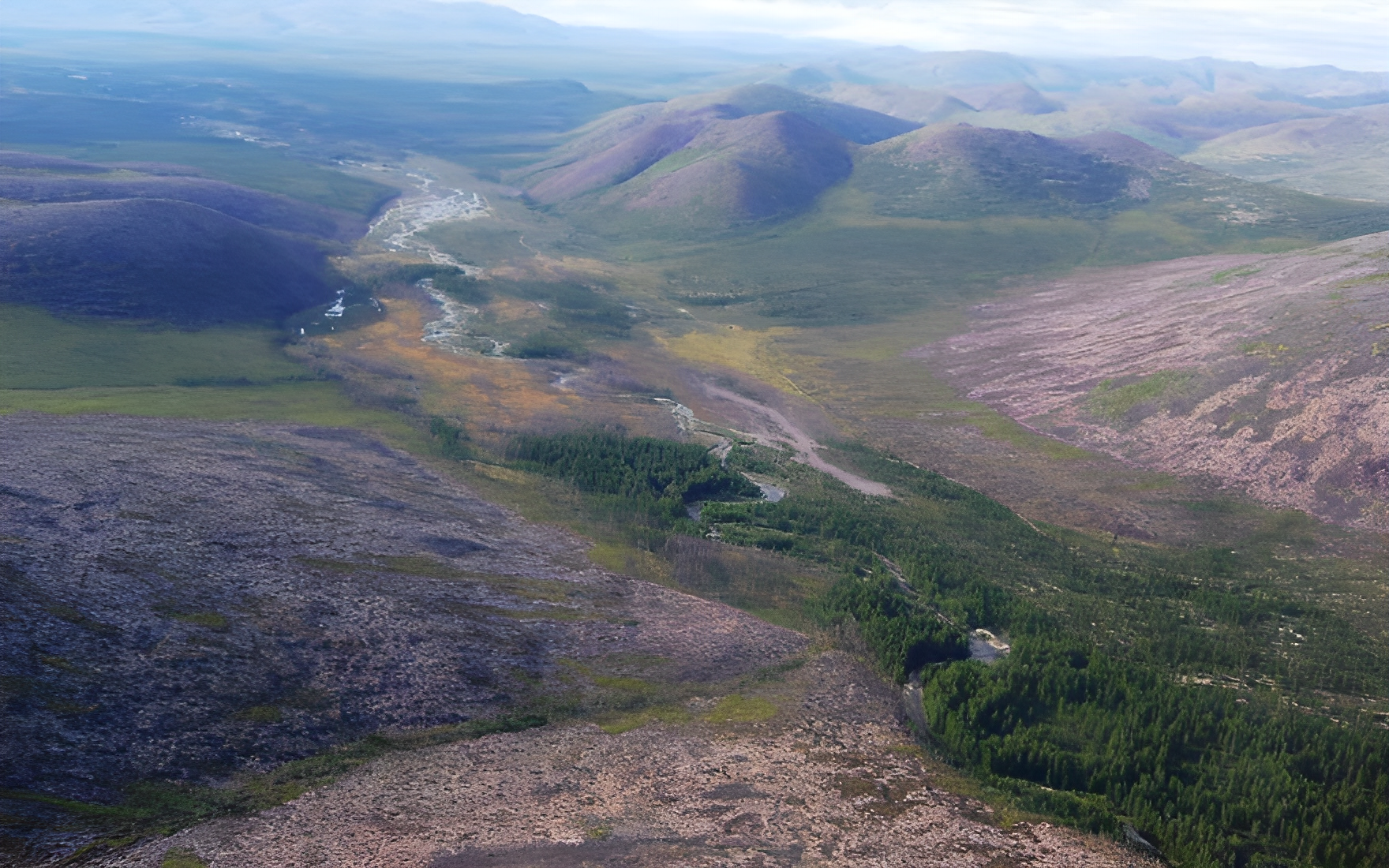
Vallée de la rivière Nyabol près du site de la catastrophe, 12 août 2011

À 15:30:30, l'équipage sort le vol 9209 de la descente et, pendant 45 secondes, l'avion vole horizontalement à une altitude d'environ 3000 mètres. Le vol se déroule au-dessus d'une région montagneuse, mais à ce moment-là, l'avion traverse la vallée de la Rivière Nyabol avec ses affluents, et avec une visibilité au sol, les pilotes auraient pu choisir un endroit pour effectuer un atterrissage d'urgence. Ensuite, les pilotes commencent à tenter vigoureusement de contrer l'inclinaison à gauche, en déviant les ailerons vers la droite jusqu'à la butée, mais cela ne donne pas les résultats escomptés; le gouvernail de direction se déplace alors lentement vers la droite jusqu'à 4º. Les enquêteurs du IAC attribuent par la suite l'absence de réaction de l'avion à ces déviations maximales du manche à une perte de portance de l'aile gauche de l'avion due à la combustion de sa structure et à une rupture des câbles de commande de l'aileron gauche en raison de l'incendie. Selon les calculs des enquêteurs de l'IAC, l'altitude réelle du vol 9209 au-dessus du terrain avant le début du développement de l'inclinaison gauche était d'environ 860 mètres.
À 15:31:15, le vol 9209 commence à perdre de l'altitude avec une inclinaison à gauche croissante, atteignant 66° (et sortant de la plage de mesure de l'enregistreur de bord), la vitesse indiquée augmente à 500 km/h et le taux de descente à 100 m/s. À partir de 15:31:34, le vol LN-9209 effectue plusieurs tonneaux autour de son axe longitudinal à une vitesse angulaire de plus de 60°/s avant de s'écraser sur le flanc d'une montagne. Quelques secondes avant l'impact, à une altitude d'environ 200 à 400 mètres, en raison des forces de surcharge non calculées sur le fuselage lors de la rotation et de la rupture de la structure de fixation du moteur à l'aile en raison des températures élevées, le moteur en feu n°1 se détache de l'aile gauche (l'aile gauche elle-même restant en place).
À 15:32, avec un cap vrai d'environ 180º, un angle de piqué de plus de 45° et une inclinaison à gauche d'environ 270°, le vol LN-9209 s'écrase sur le flanc d'une montagne. Lors de l'impact, l'avion explose (le carburant d'aviation dans les réservoirs détonne) et est entièrement détruit. La catastrophe se produit dans le raïon d'Omsouktchan de l'oblast de Magadan à 82 kilomètres au sud-ouest du point de contrôle de l'aéroport d'Omsouktchan et à 310 kilomètres au nord de Magadan. Les 11 personnes à bord périssent.

## Événements suivants

### Premières informations
Selon l'administration de l'oblast de Magadan, l'avion pourrait effectuer un atterrissage d'urgence à 50 kilomètres de l'aéroport d'Omsouktchan.
Selon le journal Debri-DV, immédiatement après la catastrophe, les médias publient hâtivement des informations sans aucune vérification. Cela génère diverses rumeurs et publications sensationnalistes sur Internet : l'implication de parties militaires, le surchargement de l'avion avec des explosifs, le transport de matériaux radioactifs pour une centrale nucléaire, etc.
Une autre théorie émerge, affirmant que l'avion transportait de l'or sous couvert de vivres, mais elle est réfutée par la direction régionale de l'enquête sur les transports du Comité d'enquête de la fédération de Russie et par la compagnie aérienne Avis-Amur. De telles suppositions sont probablement dues au fait que le 9 août 2011, un autre avion chargeait effectivement de l'or à l'aéroport de Magadan, qui a été livré sans incident à Moscou.
Les enquêteurs envisagent les erreurs de l'équipage, une défaillance technique et un carburant d'aviation de mauvaise qualité comme causes possibles de la catastrophe.

### Travaux de recherche

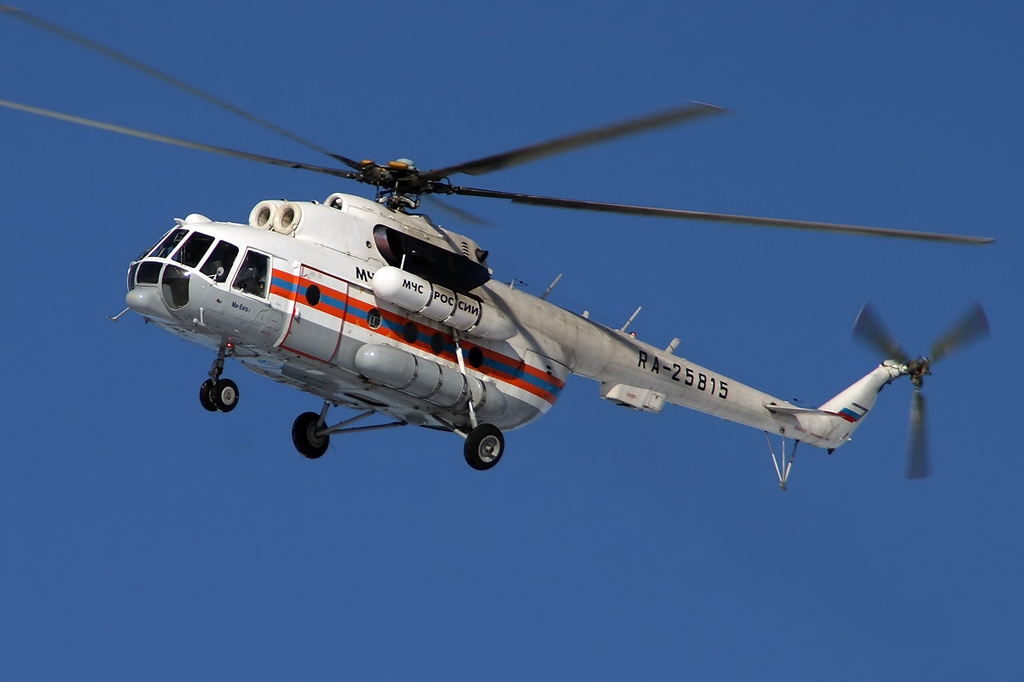
Deux hélicoptères Mi-8 participent aux recherches, l'équipage de l'un d'eux localise le site de la catastrophe

À 15:28:22, le chef des vols du centre de coordination du trafic aérien de Magadan informe le chef des vols de l'aéroport de Sokol de l'heure d'arrivée estimée de l'An-12AP RA-11125, retournant à l'aéroport avec un incendie de moteur. Le chef des vols de l'aéroport déclenche l'alerte Prêt, incendie de moteur pour tous les services de l'aéroport. L'alerte est ensuite élevée au niveau Alerte. L'aéroport est fermé, arrêtant les départs et les arrivées des avions.
Lorsque l'avion RA-11125 ne parvient pas à atterrir à l'aéroport de Sokol, deux hélicoptères Mi-8, ainsi que des avions Be-200 et An-26 sont déployés pour rechercher l'avion. Initialement, les recherches aériennes ne donnent aucun résultat. Une équipe de sauvetage du Ministère des situations d'urgence de Russie (MChS) part d'Omsouktchan vers le lieu présumé de la catastrophe, incluant des membres de la garnison locale des pompiers. Les opérations de recherche sont fortement compliquées par une couverture nuageuse basse, le crépuscule et la pluie. Après l'amélioration des conditions météorologiques, les recherches aériennes reprennent, mais s'arrêtent à nouveau à la tombée de la nuit pour se poursuivre le matin du 10 août. Les recherches au sol sont rendues extrêmement difficiles par le terrain montagneux et les récentes pluies.
L'avion est équipé de deux balises de détresse (transpondeurs) : une balise fixe ARM-406P et une balise portable ARM-406AS1. Plus tard, la commission du IAC considère que la balise fixe ARM-406P est activée par le radio-opérateur sur ordre du commandant de bord, en appuyant sur le bouton-tableau URGENCE — ARM sur le panneau PDU-406. Le premier signal de la balise, sans coordonnées, est reçu à 15:32. Deux autres signaux avec des coordonnées sont reçus à 15:27 et 15:29. Le point de 15:27 est à 75 kilomètres du point où l'avion a disparu des radars, et celui de 15:29 à 93 kilomètres.
Le 10 août, le chef de la Direction interrégionale des services aériens et des secours aériens de l'Agence fédérale du transport aérien Rosaeronavigatsia dans le District fédéral extrême-oriental émet un ordre de création d'un quartier général opérationnel pour mener l'opération de recherche et de sauvetage. Au 10 août, 123 personnes et 21 véhicules sont impliqués dans les recherches. À 17:33 ce jour-là, l'équipage de l'un des hélicoptères Mi-8 localise visuellement le site de la catastrophe.
À 18:10, le 10 août, l'hélicoptère Mi-8 atterrit à environ 1 kilomètre du site de la catastrophe. Les membres d'équipage de l'hélicoptère tentent de localiser les membres d'équipage et les passagers de l'avion sans succès. À 18:35, le Mi-8 décolle et atterrit à 19:06 à l'aéroport d'Omsouktchan. À 19:08, un autre hélicoptère Mi-8 décolle d'Omsouktchan avec 13 sauveteurs du MChS à bord, atterrissant à 19:35 près du site de la catastrophe et déployant les sauveteurs; d'autres groupes de sauveteurs sont également amenés sur place. À 15:42, le 11 août, les sauveteurs trouvent des fragments de corps des membres d'équipage et des passagers. À 18:35, les recherches sont déclarées terminées.

### Conséquences pour la compagnie aérienne Avis-Amur
Après la catastrophe de son unique An-12, Avis-Amur reste avec 3 hélicoptères. Le 13 août 2011, le certificat de transporteur aérien de la compagnie est suspendu, et après 3 mois (le 24 novembre), il est annulé. Le 12 décembre, Avis-Amur est rebaptisée Orlan.

## Enquête
Le 19 août, une équipe d'enquête et d'opérations du bureau d'enquête de l'Extrême-Orient sur les transports du Comité d'enquête de Russie termine l'inspection du site de la catastrophe. Les enquêteurs saisissent 35 kilogrammes de preuves matérielles nécessaires pour déterminer les circonstances de la catastrophe. Ces objets sont envoyés pour analyse. Les enregistreurs de vol et le journal de bord, trouvés sur le site de la catastrophe, sont remis à la commission d'enquête du Comité interétatique de l'aviation (IAC). Les enquêteurs perquisitionnent les locaux de la compagnie aérienne Avis-Amur et saisissent la documentation pertinente.
Le bureau d'enquête de l'Extrême-Orient sur les transports du Comité d'enquête de Russie ouvre une instruction pénale en vertu de l'article 263, paragraphe 3 du Code pénal russe — Violation des règles de sécurité des transports aériens.
Dans le cadre de l'enquête pénale, une expertise médico-légale conclut que toutes les 11 personnes à bord de l'avion périssent à la suite de forces de décélération extrêmes lors de l'impact de l'avion avec le sol. Une expertise ADN permet d'identifier 10 des 11 personnes à bord. Une expertise en explosifs est également réalisée pour déterminer la présence de traces d'explosifs à bord et la conformité du carburant avec les normes GOST. Le seul non identifié reste le navigateur Firsov. Le tribunal le déclare décédé à la fin de l'hiver 2012.
Une commission est formée au IAC pour enquêter sur les causes de la catastrophe du vol LN-9209 avec des spécialistes des organismes concernés. La commission est présidée par Vitali Pestov.
Le soir du 18 août, les enregistreurs de vol sont livrés au laboratoire de l'IAC. Le lendemain, les enquêteurs les inspectent et les ouvrent. Les conteneurs des enregistreurs sont gravement déformés, les mécanismes de transport de bande sont détruits, la bande magnétique et le fil magnétique sont sérieusement endommagés et très fragmentés.
Le 25 avril 2012, l'enquête est terminée avec la publication du rapport final.

### Causes
Selon le rapport final de l'IAC, la cause de la catastrophe du vol LN-9209 est une perte de contrôle latéral due à la perte de portance de l'aile gauche et à une possible rupture des câbles de commande de l'aileron gauche. Cela conduit à une rotation intense de l'avion vers la gauche et à la collision avec le flanc de la montagne. La perte de portance de l'aile gauche et la rupture possible des câbles de commande de l'aileron gauche sont causées par un incendie qui s'est déclaré en vol dans le compartiment arrière de la nacelle du moteur n°1 et qui s'est propagé à l'aile de l'avion.
L'incendie est probablement causé par une fuite de carburant d'aviation des connexions flexibles de la conduite de carburant entre la pompe à basse pression et l'unité de commande de carburant du moteur n°1 et son inflammation au contact de la partie chaude du moteur. En raison de la destruction complète de l'avion, il n'est pas possible de déterminer l'endroit exact de la fuite de carburant et la cause exacte de la fuite. L'incapacité à éteindre l'incendie à un stade précoce par le système de lutte contre l'incendie peut être due au retard dans l'arrêt du moteur n°1 (au moins 2 minutes après la détection de la fuite de carburant) en raison de l'absence dans le manuel de vol de l'An-12 d'instructions pour l'équipage sur les actions à entreprendre en cas de fuite de carburant sous le capot du moteur en vol. Le terrain montagneux, l'absence de visibilité au sol en raison de la couverture nuageuse à l'altitude de sécurité de vol et le manque de temps en raison de l'incendie persistant n'ont pas permis à l'équipage de choisir un endroit pour un atterrissage d'urgence.

## Mémoire et aspects culturels
- Un croix orthodoxe est érigée sur le site de la catastrophe, fabriquée à Omsouktchan[19].
- Le poète Iouri Belov écrit un poème intitulé Dernier vol en mémoire de la catastrophe[19].
- Le chanteur Nikolaï Volny écrit une chanson intitulée Hommage aux pilotes décédés en mémoire de la catastrophe[36].